# Erika Brown (zwemster)
Erika Brown (27 augustus 1998) is een Amerikaanse zwemster. Ze vertegenwoordigde haar vaderland op de Olympische Zomerspelen 2020 in Tokio.

## Carrière
Bij haar internationale debuut, op de wereldkampioenschappen kortebaanzwemmen 2018 in Hangzhou, veroverde Brown samen met Madison Kennedy, Mallory Comerford en Kelsi Dahlia de wereldtitel op de 4×50 meter vrije slag, op de 4×200 meter vrije slag legde ze samen met Leah Smith, Mallory Comerford en Melanie Margalis beslag op de zilveren medaille. Samen met Lia Neal, Veronica Burchill en Kelsi Dahlia zwom ze in de series van de 4×100 meter vrije slag, in de finale behaalden Neal en Dahlia samen met Olivia Smoliga en Mallory Comerford de wereldtitel. Op de 4×50 meter wisselslag zwom ze samen met Kathleen Baker, Katie Meili en Kendyl Stewart in de series, in de finale sleepte Meili samen met Olivia Smoliga, Kelsi Dahlia en Mallory Comerford de wereldtitel in de wacht. Voor haar inspanningen in de series van beide ontving Brown eveneens twee gouden medailles.
Tijdens de Olympische Zomerspelen van 2020 in Tokio werd ze uitgeschakeld in de halve finales van de 100 meter vrije slag. Samen met Abbey Weitzeil, Natalie Hinds en Simone Manuel veroverde ze de bronzen medaille op de 4×100 meter vrije slag. Op de 4×100 meter vrije slag zwom ze samen met Rhyan White, Lilly King en Claire Curzan in de series, in de finale legden Regan Smith, Lydia Jacoby, Torri Huske en Abbey Weitzeil beslag op de zilveren medaille. Voor haar aandeel in de series werd ze beloond met de zilveren medaille.

## Internationale toernooien
| Jaar | Olympische Spelen                                                                        | WK langebaan                              | WK kortebaan | PanPacs                                   | Pan-Amerikaanse Spelen                    |
| ---- | ---------------------------------------------------------------------------------------- | ----------------------------------------- | --- | ----------------------------------------- | ----------------------------------------- |
| 2018 |                                                                                          |                                           | 4×50m vrije slag · 4×100m vrije slag · Brown zwom enkel de series · 4×200m vrije slag · 4×50m wisselslag · Brown zwom enkel de series | geen deelname                             |                                           |
| 2019 |                                                                                          | geen deelname                             | |                                           | geen deelname                             |
| 2020 | Geen toernooien vanwege de coronapandemie                                                | Geen toernooien vanwege de coronapandemie | Geen toernooien vanwege de coronapandemie                                                                                             | Geen toernooien vanwege de coronapandemie | Geen toernooien vanwege de coronapandemie |
| 2021 | 13e 100m vrije slag · 4×100m vrije slag · 4×100m wisselslag · Brown zwom enkel de series |                                           | 13-18 december |                                           |                                           |

## Persoonlijke records
Bijgewerkt tot en met 22 november 2020
Kortebaan
| Afstand         | Tijd    | Datum            | Plaats    |
| --------------- | ------- | ---------------- | --------- |
| 50m vrije slag  | 24,01   | 15 november 2020 | Boedapest |
| 100m vrije slag | 51,81   | 22 november 2020 | Boedapest |
| 200m vrije slag | 1.53,99 | 6 november 2020  | Boedapest |

Langebaan
| Afstand         | Tijd    | Datum           | Plaats    |
| --------------- | ------- | --------------- | --------- |
| 50m vrije slag  | 24,57   | 18 januari 2020 | Knoxville |
| 100m vrije slag | 53,42   | 7 december 2019 | Atlanta   |
| 200m vrije slag | 1.57,68 | 6 december 2019 | Atlanta   |